# Adam Berdichevsky
Adam Berdichevsky (hebräisch אדם ברדיצ'בסקי; * 19. Oktober 1983) ist ein israelischer Rollstuhltennisspieler.

## Karriere
Adam Berdichevsky wuchs im Kibbuz Nir Jitzchak im Gazastreifen auf. Nach seinem Militärdienst bei der Nachal-Brigade begab er sich mit seiner späteren Frau auf eine längere Reise, die sie 2007 unter anderem nach Thailand führte. Dort waren sie auf einem Schiff, das kurz vor der Küste kenterte. Bei dem Unfall erlitt er Verletzungen, die dazu führten, dass sein linker Unterschenkel amputiert werden musste. Vier Jahre später begann er mit dem Rollstuhltennis. Berdichevsky konnte zahlreiche Turniere niedrigerer Kategorie im Einzel oder Doppel gewinnen.
Zwischen 2014 und 2023 trat er neun Mal beim World Team Cup für Israel an.
Adam Berdichevsky konnte sich dreimal für Paralympische Spiele qualifizieren. Bei den Spielen 2016 in Rio verlor er sein Auftaktmatch gegen den Japaner Satoshi Saida glatt in zwei Sätzen. 2021 in Tokio schied er ebenfalls in Runde eins aus, diesmal gegen Ben Weekes aus Australien. Im Doppel gewann er an der Seite von Guy Sasson seine Erstrundenbegegnung: Die Brasilianer Rafael Medeiros und Mauricio Pommê mussten das Spiel nach verlorenem erstem Satz im zweiten Durchgang aufgeben. Im Achtelfinale trafen sie auf Tom Egberink und Maikel Scheffers – die Niederländer gewannen das Spiel und später die Bronzemedaille. Bei den Spielen 2024 in Paris setzte sich Berdichevsky gegen den Italiener Luca Arca durch; in der zweiten Runde unterlag er Alexander Cataldo aus Chile in drei Sätzen. Mit seinem Doppelpartner Sergei Lysov verlor er das Auftaktspiel gegen die Franzosen Frédéric Cattaneo und Stéphane Houdet klar in zwei Sätzen.
Berdichevsky war einer der Fahnenträger Israels bei den Paralympischen Spielen 2024 in Paris.

## Terrorangriff der Hamas auf Israel 2023
Auch der Kibbuz Nir Jitzchak, in dem Adam Berdichevsky mit seiner Frau und den drei gemeinsamen Kindern lebte, wurde am 7. Oktober 2023 von der Hamas angegriffen. Mehrere Bewohner wurden getötet oder entführt, es kam zu Brandstiftungen. Die Familie überstand den Überfall versteckt in ihrem Haus, bevor sie gerettet und nach Eilat evakuiert wurde. In der Folge zog Berdichevsky mit seiner Familie nach Houston, Texas, wohin er von seinem Freund und Doppelpartner Guy Sasson, der dort lebt, eingeladen wurde.